# Christian Beaufort-Spontin
Christian Beaufort-Spontin, vollständig Christian Friedrich Walter Graf von Beaufort-Spontin (* 13. Oktober 1947 in Graz) ist ein österreichischer Kunsthistoriker und Waffenkundler.

## Leben
Christian Beaufort-Spontin ist ein Mitglied der uradeligen Familie Beaufort-Spontin.
Er studierte Kunstgeschichte an der Universität Wien und wurde dort 1977 promoviert. Von 1986 bis zu seinem Ruhestand 2013 war er Direktor der Waffensammlung (seit 1990 Hofjagd- und Rüstkammer) des Kunsthistorischen Museums in Wien.
In erster Ehe heiratete er 1975 Eva Horzetzky Edle von Hornthal (* 1948), in zweiter Ehe 2003 die Kunsthistorikerin Sylvia Ferino-Pagden (* 1946).

## Veröffentlichungen (Auswahl)
- Zur Geschichte des Harnisches im 17. Jahrhundert. Dissertation Universität Wien 1977.
- Harnisch und Waffe Europas. Die militärische Ausrüstung im 17. Jahrhundert (= Bibliothek für Kunst- und Antiquitätenfreunde. Bd. 57). Klinkhardt & Biermann, München 1982, ISBN 3-7814-0209-6.